# Флорика Штефан
Флорика Штефан (Локве, Банат, 3. август 1930 – Нови Сад, 9. јун 2016) била је српска и југословенска песникиња, преводилац и публициста.

## Биографија
Након гимназије у Вршцу, студирала је на Филозофском факултету Универзитета у Београду. Била је у браку са др Александром Форишковићем (1932−1990), српским историчарем.
Прве песме је објавила у Алманаху књижевног друштва румунских ђака 1945−1946, у Вршцу. Била је члан уредништва часописа „Лумина” (1948−1949, 1954), уредница часописа за жене на румунском језику „Femeia nouă” („Нова жена”) (1953), уредница часописа „Поља” (1955−1958), новинарка у српској редакцији Радија Новог Сада, главни и одговорни уредник едиције „Прва књига” Матице српске (1981−1987).
Објавила је велики број текстова на румунском и српском језику у „Борби”, „Дневнику”, „Либертатеи”, „Лумини”, „Политици”, „Пољима”.
О њеном песничком делу написано је десетине научних радова а потпуна библиографија Флорике Штефан је објављена у Енциклопедији Баната, у издању Румунске Академије наука из Букурешта, Филијала у Темишвару, крајем 2015. године.
Преводила је многа дела истакнутих аутора са румунског на српски језик и са српског на румунски, међу којима и Јоана Флору, Јона Милоша, Иларију Воронку. Уредила је зборник савремене румунске поезије Напуштена кућа, Нови Сад, Књижевна заједница Новог Сада, 1991.
Велики број антологија и историја румунске књижевности приказали су Флорику Штефан као једну од најзначајнијих румунских песникиња у Војводини, иако је само две збирке песама написала на румунском језику, а највећи део свог живота је писала на српском језику.
Била једна од промотера српско-румунских културних веза, једна од првих модерних румунских песника у Војводини и једна од познатијих српских песникиња друге половине 20. века.
Од раних песама објављених касних четрдесетих и раних педесетих Флорика Штефан је била истовремено ангажовани песник, дубоко повезана са судбином заједнице, и лиричар који је изражавао и истраживао најдубље аспекта судбине појединца и његовог односа према сложеним видовима унутрашњег живота. „У основи њене поезије лежи осмишљена меланхолија, село, живот, жена као симболи трајања (П. Крду, Савремена поезија Војводине, Бијело Поље, 1984).„Песме Флорике Штефан, нарочито њене прве књиге на српском, битно су помериле дотадашње границе интимне лирике, можда међу најлепшим које опевавају сурову, готово трагичну позицији жене од рођења до рађања (Ј. Делић, исто).
Објавила је осим две прве песничке збирке на румунском, око тридесет песничких књига на српском у преко шест деценија књижевног рада.

## Награде и признања
- Флорика Штефан је добитница признања за врхунски допринос националној култури - националне пензије.[3]
- Добитница је Октобарске награде града Новог Сада[3],
- Награде „Јован Поповић”,
- Награде „Милица Стојадиновић Српкиња”[3],
- Награде Друштва књижевника Војводине за животно дело.[4]

## Антологије
Заступљена је у великом броју антологија на српском и румунском језику:
- Из светске љубавне поезије (Din poezia de dragoste a lumii), Букурешт, 1956. године;
- Песници за вас: одабране песме Видоја Подгореца, Ивана Цековића, Флорике Штефан, Мирјане Стефановић, Божидара Тимотијевића, Вехби Кикаја, Београд, Нолит-Просвета, 1979;
- Антологија послератне српске поезије, Београд, Научна књига, 1992;
- Очи равнице: савремена поезија војвођанских песникиња, Нови Сад, Новосадски отворени универзитет-Футура публикације, 1998;
- Лирика воде: изабране песме о водама, Београд, Интерпринт, 2002;
- Кад се небо мути: антологија песника добитника награде „Милица Стојадиновић Српкиња”, Нови Сад, Завод за културу Војводине, 2004;
- Заљубљени Орфеј: антологија српске љубавне поезије, Темишвар, Савез Срба у Румунији, 2006;
- Милан Р. Марковић, Пластична планета, Сарајево, Institutul pentru Editarea Manualelor, 2006;
- Олга Савић, Драгоцене речи: избор из поезије XX века, Београд, Енергопројект Инграф, 2008;
- Милош Јанковић, 365 љубавних: антологија српске љубавне поезије, Београд, Фондација солидарности Србије, 2011;
- Милан Радуловић Радуле, Антологија: Годишњак антологијске поезије 3, Београд, Антологија, 2011;
- Даница Вујков, Небеска шума, Нови Сад: Градска библиотека, 2011;
- Милан Стевановић Трновица, Портрети песника, Београд, М. Стевановић, 2014;